# 구미오산초등학교
구미오산초등학교는 대한민국 경상북도 구미시에 있는 공립 초등학교이다.

## 학교 연혁
- 2006.03.01 초대 이대걸 교장 부임
- 2006.03.01 개교(오태초등학교에서 분리)
- 2007.02.01 제1회 졸업식(졸업생 110명)
- 2007.03.01 23학급 편성
- 2008.03.01 24학급 편성(특수 1학급 신설)
- 2008.03.01 경상북도교육청 지정 시범학교(기초 기본 교육)
- 2008.05.20 화장실 4동 증축
- 2009.04.17 다목적 강당 준공
- 2014.04.09 영재학급 신설(과학 영재반 1학급)
- 2014.08.30 운동장 차양막 설치
- 2015.03.01 권덕칠 교장 부임
- 2026.03.01 개교 20주년

## 참고 자료
- 구미오산초등학교 - 한국교육학술정보원 학교알리미